# Кунківська сільська територіальна громада
Кунківська сільська громада — територіальна громада в Україні, в Гайсинському районі Вінницької області. Адміністративний центр — село Кунка.
Площа громади — 175,6 км², населення — 4402 мешканці (2018).
Утворена 25 листопада 2016 року шляхом об'єднання Кузьминецької, Кунківської, Мітлинецької та Носовецької сільських рад Гайсинського району.

## Населені пункти
До складу громади входять 2 селища (Карбівське, Трубочка) і 9 сіл: Косанове, Кузьминці, Кунка, Мітлинці, Носівці, Павлівка, Сокільці, Шура-Мітлинецька, Щурівці.